# Aulgasse

Die Aulgasse auf der Karte von Tranchot um 1810

Die Aulgasse ist ein ehemaliger Ortsteil der Stadt Siegburg. Die Namensgebung beruht auf dem altdeutschen Begriff Ul für Topf. Ursprünglich war hier die Ansiedlung der Siegburger Töpfer, die ihrem mit Brennöfen betriebenen Handwerk außerhalb der Stadt in Nähe der dortigen Tonvorkommen nachgingen.

## Lage
Die Aulgasse liegt im Nordosten der Siegburger Altstadt. Vor dem Dreißigjährigen Krieg erstreckte sich die Siedlung bis zum Holztor an der Holzgasse.

## Geschichte
Urkundlich seit 1322 wurde der dortige Ton an der Aulgasse in größeren Mengen abgebaut und vermutlich dort zum Brennen genutzt. Für 1384 wird an der Aulgasse eine hereditas, sita inter figulos (Erbschaft, gelegen zwischen den Töpfern) verzeichnet, die in einer notariellen Urkunde vom 4. März 1411 (Einkünfte der Vikare der Pfarrkirche) wörtlich wiedergegeben wird. Anfang des 15. Jahrhunderts bestand hier eine dörfliche Siedlung, in Urkunden wird von in vico figulorum dicto uylgassen (im Dorf der Töpfer genannt Ulgasse) geschrieben. 1583 wurden bei einem Verzeichnis der Aulgasser Rottleute 38 Hausbesitzer erwähnt.
Die Aulgasse genannte Hauptstraße, ein späterer Teil der Bundesstraße 484, war im 15. Jahrhundert durch ein Tor gesperrt, an dem das Aulgasser Wegegeld zu zahlen war. An der Aulgasse lag damals auch eine zur Abtei Michaelsberg gehörende Propstei zur Krucht.

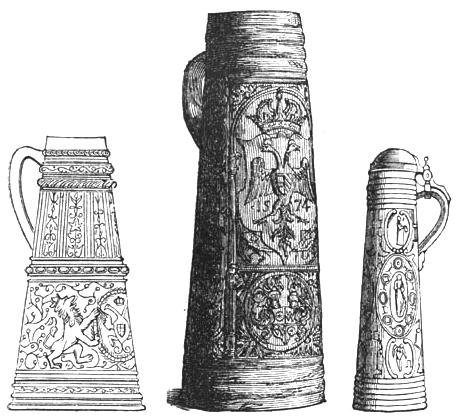
Ganz rechts eine Schnelle

Der besonders helle Siegburger Ton wurde hier hauptsächlich zu Trinkgefäßen verarbeitet, aber auch per Schiff in die Niederlande verschifft, wo er der Pfeifenherstellung diente. Die strengen Regeln der Töpferzunft erlaubten nur eine begrenzte Produktion und einen reglementierten Handel. Dieser erfolgte vor allem über an Verträge gebundene Kaufleute. Das teilweise reich verzierte Steinzeug wurde in Hamburg, an der Mosel, in Frankfurt und bis Südtirol verkauft.
Fehlerhafte Produkte wurden auf regelrechten Halden verkippt, die im Zuge archäologischer Ausgrabungen erforscht werden konnten. Die dort gefundenen Töpfereierzeugnisse sind ein Beleg für die Bedeutung Siegburgs bei der Entwicklung und der Gesamtproduktion der rheinischen Keramik.
Bei der Eroberung und dreijährigen Besetzung der Stadt Siegburg durch die Schweden im Dreißigjährigen Krieg, bei der auch die Aulgasse 1632 gebrandschatzt wurde, verließen einige Töpfer die Aulgasse und siedelten sich in Altenrath an. Ein weiterer Grund war aber die strenge Zunftzucht und die Abhängigkeit vom Kloster. 1689 wurde die Aulgasse durch französische Truppen im Pfälzischen Erbfolgekrieg nochmals niedergebrannt, die vom besetzten Siegburg aus die hier positionierten Regimenter der Münsterischen Kavallerie vertreiben wollten.
Nach diesen Kriegsereignissen blieben nur wenige Töpfer übrig, und die Kunstfertigkeiten der Gilde gingen verloren.